# Inés de Ben
Inés de Ben fue una mujer que destacó en la defensa de La Coruña durante el asedio de las tropas de Francis Drake en 1589.

## Biografía
La vida de Inés de Ben es poco conocida. Estaba casada con Sebastián Fernández, era madre de dos hijos y tenía una mercería en La Pescaría. 
Durante el asedio de Francis Drake, como tantas otras mujeres de la ciudad, participó en la reconstrucción bde las murallas mientras las tropas contenían a los ingleses. Enviudó en el primer día de la batalla, con la muerte de su marido, pero ella siguió formando parte del conflicto. Participó en el asalto contra el ejército inglés dirigido por María Pita, y durante los momentos de mayor escasez proporcionó también suministros a las tropas, transportando también sacos de piedras y arenas. En una ocasión, mientras se encontraba transportando estos sacos, recibió dos disparos enemigos de un arcabuz, recibiendo uno en la cabeza y otro en la pierna, teniendo que ser trasladada al hospital.
Muy pobre y casi ciega, al regresar a su tienda la encontró desvalijada. Hubo un juicio en 1593 para devolver lo que había aportado durante la lucha (por valor de 800 ducados), pero años después continuó viviendo en la pobreza. Falleció sin recibir ningún tipo de reconocimiento por su labor y fue enterrada en una fosa común.

## Legado
En el boletín número 97 de la Real Academia Gallega, Eladio Oviedo transcribió algunas declaraciones de la propia Inés y de varios testigos del Archivo del Reino de Galicia. Con ello se quería exigir la restitución de lo que Inés de Ben entregó en la defensa de la ciudad. Además de supropio marido, perdió sus pertenencias, como su granja y la tienda de ultramarinos. En esa tienda tenía plomo, pólvora y cuerdas por valor de más de 800 ducados; que había entregado para poder defender la ciudad.
El ayuntamiento de La Coruña dedicó con su nombre una calle de la localidad de Curramontes.